# The Idaten Deities Know Only Peace
The Idaten Deities Know Only Peace (平穏世代の韋駄天達?, Heion Sedai no Idaten-tachi) è un manga scritto da Amahara e disegnato da Coolkyousinnjya. Da esso è stata tratta una serie televisiva anime, prodotta da MAPPA e diretta da Seimei Kidokoro, che è stata trasmessa dal 23 luglio al 1º ottobre 2021.

## Trama
Circa 800 anni fa, alcuni demoni con l'aspetto di mostri attaccarono e minacciarono l'esistenza dell'intera umanità. Rischiando l'estinzione, tutti gli umani iniziarono a pregare i rispettivi dei, sperando che qualcuno o qualcosa salvasse tutti dall'orlo della distruzione. Come risposta alle loro preghiere, fu creata una razza di divinità chiamata "Idaten", i quali riescono a sconfiggere i demoni, salvando l'umanità e portando la pace nel mondo intero. Ora, nel presente, la nuova generazione degli Idaten sa ben poco dei demoni, perché hanno sempre vissuto in un'epoca di pace. Addestrandosi sotto Rin, l'unico Idaten originale rimasto, i nuovi Idaten trovano il modo di sopravvivere in un'epoca in cui apparentemente sono diventati inutili. All'improvviso, quando il tirannico Impero di Zoble resuscita un demone, gli dei guerrieri vengono chiamati sul campo di battaglia ancora una volta.

## Distribuzione
La serie ha debuttato in Giappone il 23 luglio 2021, mentre e l'ultimo episodio è stato trasmesso il 1º ottobre 2021.